# Bull Run (Virginia)
Bull Run is een plaats (census-designated place) in de Amerikaanse staat Virginia, en valt bestuurlijk gezien onder Prince William County. In 1861 en 1862 vonden in de buurt van deze plaats de Eerste en Tweede Slag bij Bull Run plaats.

## Demografie
Bij de volkstelling in 2000 werd het aantal inwoners vastgesteld op 11.337.

## Geografie
Volgens het United States Census Bureau beslaat de plaats een oppervlakte van
6,9 km², geheel bestaande uit land.

## Plaatsen in de nabije omgeving
De onderstaande figuur toont nabijgelegen plaatsen in een straal van 8 km rond Bull Run.